# Shelbyville (Les Simpson)
Pour les articles homonymes, voir Shelbyville.
 (novembre 2023).
Si vous disposez d'ouvrages ou d'articles de référence ou si vous connaissez des sites web de qualité traitant du thème abordé ici, merci de compléter l'article en donnant les références utiles à sa vérifiabilité et en les liant à la section « Notes et références ».
Shelbyville est, dans la série télévisée Les Simpson, une ville fictive, éternelle rivale de Springfield. Elle est une sorte de repoussoir qui permet aux habitants de Springfield de se dire qu'il y a plus mécréant qu'eux, puisqu'à Shelbyville on tolère des relations à la limite de l'inceste.

## Histoire de Shelbyville
Si Shelbyville est montré et mentionné plus d'une fois dans la série, la majorité des informations la concernant dont son histoire est racontée lors de la Saison 6 dans l'épisode Le Citron de la discorde, par Abraham Simpson.
À leur arrivée, après un long voyage vers l'ouest, Jebediah Springfield et Manhattan Shelbyville (qui semblaient être à l'époque amis) voulaient fonder leur ville unique, mais Shelbyville révéla qu'il ne voulait fonder cette ville que pour pouvoir épouser ses cousines, car elles sont plus "attractives". Springfield ayant apparemment d'autres ambitions et ne voulant pas de cela, ils se sont alors séparés et sont partis de chaque côté de la colline de Springfield pour fonder chacun leur propre ville avec leur groupe de partisans. Des jours plus tard, Manhattan Shelbyville aurait planté des champs de betteraves pour fêter la fondation de sa ville, à l'inverse d'un citronnier à Springfield. D'ailleurs, les shelbyvilliens ne voulant plus de leur jus de betteraves mauvais au goût, ils tentèrent de voler le citronnier 200 ans après sa plantation. Sans succès. Cette dernière information n'est pas dit directement mais deviné à la fin de l'épisode, ou jusqu'alors on pensait que les habitants l'avait volé uniquement pour faire du tort à Springfield à la suite de l'altercation des enfants des deux camps au début de l'épisode.
Lors de l'intrusion des habitants de Springfield à Shelbyville pour y récupérer le citronnier, les habitants de Shelbyville sont identiques à ceux de leur ville voisine, avec une légère différence (couleur de cheveux, dimension, etc.). De plus, les bouches anti-incendies sont jaunes, et la ville compte une statue représentant Manhattan Shelbyville et deux de ses cousines. On y boit de la bière Fudd.

## Événements
- Shelbyville a déjà accueilli les Jeux olympiques
- Shelbyville a dérobé le citronnier de Springfield.
- Shelbyville a été détruite par une explosion atomique.

## Rivalité entre Springfield et Shelbyville
À la suite d'un match de football américain entre les Atoms de Springfield et l'équipe de Shelbyville, on apprend que la rivalité est de longue date, bien qu'il soit évident qu'elle a commencé pile lors de la construction des deux villes.
Shelbyville a volé la mascotte de Springfield qui se venge en brûlant la mairie de Shelbyville. Cette dernière empoisonne à son tour l'eau de Springfield (ce qui donne des hallucinations à Marge) dans l'épisode Homer aime Flanders. En outre, lorsqu'il arrive quelque chose de mauvais à la ville, comme sa destruction ou une explosion, qui porte pourtant atteinte à ses habitants, ceux de Springfield se rassurent et salue même l’événement dans une apparente indifférence pour ceux de la ville rivale, comme il est montré dans la partie 2 de l'épisode Qui a tiré sur Mr.Burns ? où la parabole qui cachait le soleil de la ville tombe sur Shelbyville après qu'Homer et d'autres citoyens l'ont fait tombés, Krusty demande « Heu, quelle ville on vient d'écraser ? » et Skinner lui répond « Shelbyville » et tout le monde s'exclame.

## Nés à Shelbyville
- La mère de Milhouse Van Houten, Luann
- Une chèvre à deux têtes, mais morte à Springfield

## Habitants
Les habitants de la ville sont comme ceux de Springfield, comme dit plus haut, et haïssent ceux de cette dernière. Cependant, on remarque que tous les enfants ont un tempérament agressif et se comportement comme des délinquants, et font des activités comme conduire des motos en cercle ou écrire des mots insultants à la bombe ; On remarque que certains d'entre eux sont des gros bras, il est possible que l’inceste soit responsable de tout cela. Les habitants sont pour la plupart des homologues de ceux de Springfield.
- L'homologue de Bart, un garçon qui porte un T-shirt orange et un pantalon bleu comme Bart mais qui porte une casquette violet en plus.
- L'homologue d'Homer, le père de l'Homologue de Bart, c'est le gardien de la fourrière, contrairement à Homer il est plus intelligent et a des cheveux brun.
- L'homologue de Milhouse, un garçon au cheveux bleu comme Milhouse mais qui ne porte pas de lunette, qui fait la paix avec ce dernier lorsqu'il apprend qu'ils ont tous deux le même nom.
- L'homologue d'Apu, le gérant de l'homologue du Kwik-E-Mart, il est asiatique.
- L'homologue de Moe, le gérant de l'homologue de la taverne de ce dernier, de fait, il s'appelle Joe.
- L'homologue de Willie le jardinier, c'est une femme qui est la jardinière de l'homologue de l'école élémentaire de Springfield.

## Bâtiments
Les bâtiments de Shelbyville sont semblables à ceux de Springfield. Seulement quelques détails subtils diffèrent. Aussi la ville est une sorte de copie conforme de Springfield, soit il s'agit d'une coïncidence ou alors d'un plagiat volontaire.
- La Centrale nucléaire de Shelbyville, comparable à celle de Springfield.
- Speed-E-Mart, une entreprise de dépannage ressemblant à l'épicerie Kwik-E-Mart de Springfield et dont le gérant asiatique s'apparente à Apu.
- La Taverne de Joe, un bar semblable à la Taverne de Moe et dont le barman ressemble à Moe Szyslak.
- Shelbyville Elementary School, une école rappelant celle de Springfield et dont le gardien est une version féminine de Willie le jardinier.
- Shelbyville High School qui rivalise avec Springfield High School lors de débats d'étudiants et de matchs de football.
- Un restaurant McDonald's, en opposition au Krusty Burger de Springfield. Krusty ayant sollicité la mafia pour garder ces restaurants hors de la ville, on ne trouve aucun fast-food McDonald's à Springfield.
- Shelbyville Hospital, qui est l’hôpital de la ville, homologue de celui de Springfield.
- Un mini-centre commercial
- Un parc zoologique
- Une fourrière automobile
- Un dépotoir